# Festival Jazz à Saint-Germain-des-Prés
Das Festival Jazz à Saint-Germain-des-Prés findet seit 2001 jährlich im Mai (und Anfang Juni) im traditionellen Intellektuellenviertel Saint-Germain-des-Prés und Umgebung am linken Seineufer in Paris statt.
Die Auftritte finden sowohl an öffentlichen Plätzen und Straßen als auch Indoor statt und sind teilweise frei (so ein Vocal-Jazz-Konzert auf der Place Saint-Germain-des-Près). Weitere Spielstätten sind beispielsweise die Kirche von Saint-Germain-des-Prés, das Théâtre National de l’Odéon und das Fnac-Musikkaufhaus in Montparnasse, der Sunset et Sunside Jazz Club in der Rue des Lombards, verschiedene Institute, Kulturhäuser, Hotels und Geschäfte. Es finden auch Ausstellungen statt. Außerdem gibt es einen Swing-Ball (Grand Bal Swing) mit Kleidern der 1950er Jahre.
2013 traten unter anderem Stéphane Huchard, Biréli Lagrène (mit Philip Catherine, Boulou Ferré), Thierry Maillard, Didier Lockwood, Paolo Fresu, Manu Dibango, Édouard Ferlet, Trilok Gurtu, Mina Agossi, Paco Séry, Michel Portal (mit Quatuor Ébène) und Monty Alexander auf.
Es gibt eine eigene Reihe Jazz au féminine und Veranstaltungen für Nachwuchs (Tremplin jeunes talents) mit einem Wettbewerbspreis. Die Konzerte des Nachwuchswettbewerbs sind frei zugänglich.
Saint-Germain schließt an die Modern-Jazz-Tradition noch aus der Zeit der Existentialisten-Bewegung Ende der 1940er und Anfang der 1950er Jahre mit vielen exilierten Jazzmusikern aus den USA an, die sich in Paris niederließen.
Die Gründer sind Joël Le Roy, Frédéric Charbaut und Donatienne Hantin. Charbaut hat die künstlerische Leitung.